# 台北愛樂管弦樂團
台北愛樂管弦樂團，簡稱台北愛樂，台灣管弦樂團，由指揮家亨利·梅哲於1985年創立。

## 沿革
1985年，亨利·梅哲在俞冰清女士邀請下，來台灣籌組「韶韻室內樂集」且擔任指揮，並在台北國賓大飯店主持團員徵選，創始成員包括蘇正途、李肇修等弦樂家。樂團同年改名「台北愛樂室內樂團」（英文：Taipei Sinfonietta），並在梅哲按部就班的計畫下訓練與演出。1987年低音管演奏家張龍雲加入後，漸漸納入木管樂器，長笛家劉慧謹、豎笛家陳威陵、雙簧管演奏家劉榮義等陸續加入。

台北愛樂管弦樂團原名臺北愛樂室內樂團，由創辦人賴文福與俞冰清女士，以及一群愛樂社會菁英共同創立。多年來樂團仰賴樂友們的支持、企業贊助以及政府補助，從最初二、三十人的小型室內樂團，至1991年擴編更名為臺北愛樂室內及管弦樂團，至今更擴展為「臺北愛樂管弦樂團」。臺北愛樂的演出成就主要奠基於已故的首任音樂總監 亨利．梅哲。1990年樂團首次前往美加巡演。

1993年6月13日樂團遠赴奧地利於維也納愛樂金色大廳演出，創下台灣樂團首次登上這世界音樂最高殿堂的紀錄。
2002年8月梅哲先生以八十五之齡辭世，樂團由子弟兵林天吉接下客席指揮的擔子，2003年俄羅斯音樂家亞歷山大·魯丁（Alexander Rudin）接下音樂總監的棒子，一方面延續梅哲之音，一方面帶領樂團邁向國際與多元發展。2006年起，由林天吉擔任台北愛樂管弦樂團駐團指揮。
2007年5月6日成立台北愛樂室內樂坊，將樂團演出的觸角向下延伸至室內樂的領域，也為了紀念「梅哲之音」，臺北愛樂成立「臺北愛樂暨梅哲音樂文化館」（TPO & Henry Mazer Musical Centre），於 2007年5月7日開幕，在原本的排練及辦公室內，設置 包含指揮棒、樂譜、樂評、照片等梅哲相關文物的展示空間，同時保留排演廳，並辦理室內樂集，藉以推動「社區音樂」教育與交流。
臺北愛樂除了在大都市的舞臺演出外，其音樂觸角遍及全國各鄉、鎮、社區、校園。除了定期音樂會演出以亦參與各種異業結合之演出。如電影《臥虎藏龍》、《鐵達尼號》現場之配樂演出，或是英國BBC製作的生態紀錄片《BBC地球脈動》管弦樂配樂現場演出。
為了成為東亞各城市管弦樂團的交流平台，台北愛樂管弦樂團於2021年10月8日於台北舉辦「東亞樂派論壇籌備會」，並於2022年11月19日於台北舉行「第一屆東亞樂派論壇」，聯合台、港、日、韓的作曲家以及音樂協會、樂團之決策者，發表研究論文及心得，為創造東亞管弦樂團新的方向與契機作進一步的合作。
2021年11月台北愛樂雙季刊於台北出版，半年一期的期刊，創民間樂團定期出版期刊雜誌之先河，2022年5月1日台北愛樂創辦人及團長賴文福正式將團長交棒，由前國科會主委、中研院李羅權院士繼任團長
。
台北愛樂二十多年來數次遠征歐、美各大重要音樂廳，包括波士頓交響音樂廳、甘迺迪中心、魯道夫音樂廳、史麥塔納廳、李斯特音樂廳、聖彼得堡愛樂廳、莫斯科國際音樂廳、華沙愛樂廳、克拉科夫愛樂音樂廳、斯德哥爾摩音樂廳、赫爾辛基岩石教堂、 芬蘭廳、維也納愛樂廳等。曾經參加華沙之秋音樂節、布拉格之春藝術節、布拉格靈樂節、瓦洛克勞國際音樂節、拜葛席茲音樂節、克拉科夫音樂節、布達佩斯音樂週、比利時安特衛 普音樂節等，是國藝會連續年度「TAIWAN TOP演藝團隊」獲獎團隊。

## 台北愛樂出國演出總表
| 國家(次)                 | 到過城市 |
| ------------------------ | --- |
| 加拿大(1次) Canada       | 科隆納、彭蒂克頓、溫哥華、維多利亞、納爾遜 Kelowna、Penticton、Vancouver、Victoria、Nelson                                      |
| 美國(3次) US             | 芝加哥、波士頓、紐約、華盛頓 Chicago、boston、New York、Washington, D.C.                                                        |
| 挪威(1次) Norway         | 貝爾根、奧斯特斯 Bergen、Oystese                                                                                                |
| 丹麥(1次) Denmark        | 索羅、腓特烈港 Soro、Frederikshavn                                                                                              |
| 德國(1次) Germany        | 荷姆斯特、馬德堡 Helmstedt、Magdeburg                                                                                           |
| 比利時(1次) Belgium      | 布魯塞爾、安特衛普 Brussels、Antwerpen                                                                                          |
| 法國(3次) France         | 里昂、奧維爾、巴黎、蘇里 Lyon、Auvers、Paris、Sully                                                                             |
| 奧地利(2次) Austria      | 基澤、布爾根蘭州、維也納(3次)、薩爾茲堡 Kittsee、Burgenland、Vienna、Salzburg                                                   |
| 瑞典(2次) Sweden         | 斯德哥爾摩(2次) Stockholm |
| 愛沙尼亞(2次) Estonia    | 塔林、帕努、塔爾圖 Tallinn、Parnu、Tartu                                                                                        |
| 拉脫維亞(2次) Latvia     | 里加(2次) Riga |
| 波蘭(1次) Poland         | 彼得歌什、華沙、弗羅茨瓦夫、克拉科夫 Bydgoszcz、Warsaw、Wroclaw、Krakow                                                         |
| 斯洛伐克(1次) Slovak     | 布拉迪斯拉伐、皮爾斯洽尼 Bratislava、Piestany                                                                                   |
| 匈牙利(1次) Hungary      | 威斯普雷姆、賽克什白堡、布達佩斯 Veszprem、Szekesfehervar、Budapest                                                             |
| 希臘(1次) Greece         | 雅典 Athens |
| 芬蘭(3次) Finland        | 赫爾辛基(3次) Helsinki |
| 俄羅斯(1次) Russia       | 聖彼得堡、莫斯科 Saint Petersburg、Moscow                                                                                       |
| 立陶宛(1次) Lithuania    | 考那斯 Kaunas |
| 捷克(2次) Czech Republic | 布拉格(2次)、奧斯特拉瓦 Prague、Ostrava                                                                                         |
| 日本(1次) Japan          | 東京都、福島市(2次) Tokyo、 Fukushima City                                                                                      |
| 韓國(1次) South Korea    | 首爾 Seoul |
| 中國(11次) China         | 蘇州(2次)、廈門(3次)、深圳(2次)、大連(3次) 、北京、南京、丹陽、鎮江、福州、泉州、廣州、東菀、澳門、崑山、錦洲、瀋陽、營口、香港 |
| 22個國家                 | 67個城市 |

## 外部連結
- 官方网站